# Classe Kawachi
La classe Kawachi (河内型戦艦?, Kawachi-gata senkan) era una classe di corazzate dreadnought, composta da due unità, costruita per la Marina Imperiale Giapponese (IJN) nel primo decennio del XX secolo. Entrambe le navi bombardarono le fortificazioni tedesche a Qingdao durante l'assedio di Qingdao nel 1914, ma non parteciparono ad altri combattimenti durante la Prima Guerra Mondiale. La Kawachi affondò nel 1918 a seguito di un'esplosione nel suo deposito munizioni, con la perdita di oltre 600 ufficiali e membri dell'equipaggio. La Settsu fu disarmata nel 1922 e convertita in nave bersaglio due anni dopo per soddisfare i termini del Trattato Navale di Washington e prestò servizio fino all'affondamento nel 1945 da parte di un aereo americano. La nave fu rimessa a galla dopo la guerra e demolita tra il 1946 e il 1947.

## Storia

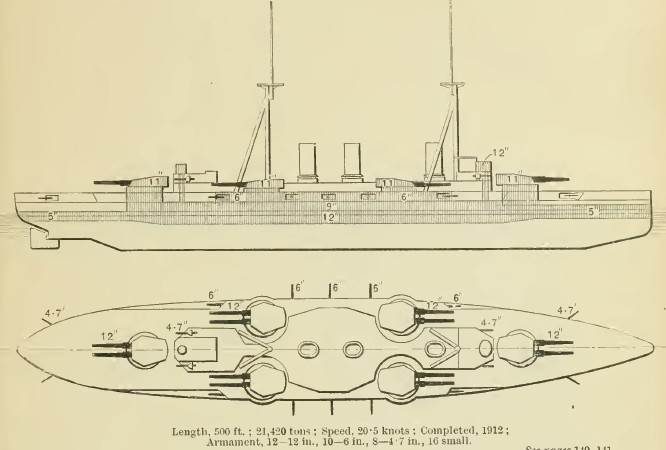
Prospetto destro e planimetria delle corazzate di classe Kawachi dal Naval Annual di Brassey del 1915

La classe Kawachi fu ordinata il 22 giugno 1907 nell'ambito del Warship Supplement Program del 1907 dopo la guerra russo-giapponese come prima nave da guerra giapponese, sebbene la sua costruzione fu ritardata da una grave depressione. Fu uno dei primi passi nell'adempimento del programma flotta otto-otto recentemente adottato, che richiedeva una flotta di otto navi da guerra e otto incrociatori corazzati. Il loro progetto era basato sulla Aki con un cannone uniforme di cannoni da 305 mm nella disposizione esagonale utilizzata dalle corazzate tedesche delle classi Nassau e Helgoland.
La prima versione del progetto prevedeva sei torrette binate, con due coppie di torrette in superfiring a prua e a poppa della sovrastruttura e le altre due torrette a centro nave "en echelon" per massimizzare il fuoco frontale. Questa configurazione fu scartata in quanto superava il limite di 20.000 tonnellate. Il progetto fu poi rivisto con le torrette nella disposizione esagonale utilizzando gli stessi cannoni da 12 pollici calibro 45 utilizzati nelle precedenti corazzate. All'inizio del 1908, la Marina Imperiale ricevette segnalazioni che le ultime corazzate della Royal Navy utilizzavano cannoni più lunghi calibro 50. Il Capo di Stato Maggiore della Marina, l'Ammiraglio Tōgō Heihachirō, spinse per l'uso di questi cannoni; considerazioni di costo impedirono che tutti i cannoni avessero la stessa lunghezza di canna, quindi furono utilizzati solo nelle torrette di prua e di poppa.

## Descrizione
Le due navi avevano diversi modelli di prua per scopi di confronto; la prua del clipper della Settsu era più lunga della prua verticale della Kawachi. Per il resto le due navi erano esternamente identiche. Le navi avevano una lunghezza complessiva di 160/162 m, una larghezza di 25,7 m e un pescaggio normale di 8,5 m. Dislocavano 21.157/21.787 t a carico normale e aveva un'altezza metacentrica di 1,59 m. Il loro equipaggio variava da 999 a 1100 ufficiali e soldati semplici.
Le navi della classe Kawachi erano dotate di una coppia di turbine a vapore Curtis costruite su licenza, ciascuna delle quali azionava un'elica, utilizzando il vapore proveniente da 16 caldaie a tubi d'acqua Miyabara con una pressione di esercizio di 17,5 bar (1 750 kPa; 254 psi). Le turbine erano valutate a un totale di 25 000 cavalli vapore all'albero di trasmissione (19 000 kW) per una velocità teorica di 21 nodi (39 km/h). Durante i test, le turbine di entrambe le navi si sono rivelate significativamente più potenti di quanto progettato, 30 399 shp (22 669 kW) per Kawachi e 32 200 shp (24 000 kW) per Settsu, sebbene le velocità raggiunte durante le prove in mare siano sconosciute. Le navi trasportavano un massimo di 2.300 tonnellate di carbone e 410 tonnellate di olio combustibile, che davano loro un'autonomia di 2 700 miglia nautiche (5 000 km) ad una velocità di 18 nodi (33 km/h).

### Armamento
La classe Kawachi trasportava quattro cannoni calibro 50 Type 41 da 12 pollici montati in due torrette binate, una a prua e una a poppa della sovrastruttura. I cannoni della Settsu furono ordinati dalla Vickers, mentre quelli della Kawachi furono costruiti in Giappone. Le torrette di prua e di poppa potevano ruotare di 270°. Sparavano proiettili perforanti (AP) da 386 kg a una velocità iniziale di 910 m/s; questo ha permesso una portata massima di 22 km. Gli otto cannoni calibro 45 da 12 pollici Type 41 erano montati in quattro torrette alari binate, due su ogni fiancata. Ogni torretta poteva ruotare di 160°. I cannoni calibro 45 sparavano lo stesso proiettile dei cannoni più lunghi, sebbene la velocità alla volata fosse ridotta a 850 m/s e portata a 20 km. Ogni cannone da 12 pollici era dotato di 80 colpi, normalmente caricati a un'elevazione di +5°, sebbene potessero essere caricati da qualsiasi angolazione fino a +13°. I cannoni avevano un intervallo di elevazione da -5° a +25°.
Il loro armamento secondario era costituito da dieci cannoni calibro 45 da 6 pollici (152 mm), montati in casematte sui lati dello scafo, e otto cannoni QF 4.7 in Mk. I-IV. I cannoni da 6 pollici (152 mm) sparavano proiettili AP da 45 kg a una velocità iniziale di 825 m/s e le navi trasportavano 150 colpi per ogni cannone. I proiettili dei cannoni da 4,7 pollici pesavano 20 kg ed avevano una velocità iniziale di 660 m/s.
Le navi erano inoltre equipaggiate con una dozzina di cannoni calibro 40 QF da 12 libbre (76 mm) Type 41 per la difesa contro le torpediniere e quattro cannoni più corti da 12 libbre come cannoni di saluto o montati sulle scialuppe delle navi. Entrambi questi cannoni sparavano proiettili da 5,6 kg con velocità iniziale rispettivamente di 700 e 450 m/s. Trasportavano un totale di 1.200 colpi per le armi più lunghe e altri 1.200 per le armi più corte.
Inoltre, erano dotati di cinque tubi lanciasiluri sommersi da 457 mm, due su ogni fiancata e uno a poppa. Due delle scialuppe delle navi potevano trasportare siluri e le navi trasportavano un totale di 24 siluri Type 43. Questi avevano una testata da 95 kg e una gittata massima di 5.000 metri ad una velocità di 26 nodi (48 km/h).

### Corazzatura
La cintura principale della linea di galleggiamento delle navi di classe Kawachi era costituita da un'armatura cementata Krupp con uno spessore massimo di 304,8 mm a centro nave e si assottigliava fino a uno spessore di 127 mm alle estremità della nave. Circa 1,93 m della cintura era sopra la linea di galleggiamento e 1,95 m sotto di essa. Sopra la cintura c'era una fascia di armatura da 203 mm che copriva il lato dello scafo fino all'altezza del ponte centrale. Sopra di essa c'era un fasciame da 152,4 mm che proteggeva le casematte. Le barbette per i cannoni principali avevano 280 mm di spessore sopra il ponte 229 mm al di sotto di esso. La corazza di tutte le torrette da 12 pollici aveva uno spessore massimo di 280 mm con un tetto di 76 mm. La corazza del ponte era di 29 mm e la torre di comando era protetta da 254 mm di corazzatura.

## Navi
| Nave    | Costruttore                 | Impostazione    | Varo            | Completamento |
| ------- | --------------------------- | --------------- | --------------- | ------------- |
| Kawachi | Arsenale navale di Yokosuka | 1 aprile 1909   | 15 ottobre 1910 | 31 marzo 1912 |
| Settsu  | Arsenale navale di Kure     | 18 gennaio 1909 | 30 marzo 1911   | 1 luglio 1912 |

## Servizio
Seguendo le convenzioni giapponesi sui nomi delle navi, la Kawachi e la Settsu furono chiamate come antiche province giapponesi, entrambe ora parte della prefettura di Osaka. L'unica azione significativa compiuta da entrambe le navi durante la prima guerra mondiale fu il bombardamento delle fortificazioni tedesche nell'ottobre-novembre del 1914 durante la fase finale della battaglia di Qingdao. Entrambe furono assegnate al Primo Squadrone fino a quando non furono ristrutturate rispettivamente nel 1917 e nel 1916. Al completamento dei loro ristrutturazioni, entrambe le navi furono assegnate al Secondo Squadrone. Il 12 luglio 1918, la Kawachi fu affondata in un'esplosione accidentale di un magazzino nella baia di Tokuyama che uccise oltre 600 membri dell'equipaggio. Fu cancellata dalla lista della Marina il 21 settembre 1918 e il relitto fu successivamente parzialmente smantellato, sebbene la maggior parte dello scafo fu abbandonata sul posto per servire come barriera corallina artificiale.
La Settsu fu riassegnata al Primo Squadrone più tardi lo stesso mese. A questo punto, la dozzina di cannoni calibro 40 da 3 pollici erano stati rimossi e furono aggiunti quattro cannoni antiaerei da 3 pollici. Anche due dei tubi lanciasiluri furono rimossi. La nave servì come ammiraglia dell'imperatore Taishō per le revisioni navali tenutesi nel 1918 e nel 1919. Fu messa in riserva alla fine del 1919 e furono cambiate le caldaie durante una revisione che durò fino al 1921. La Settsu fu disarmata nel 1922 secondo i termini del Trattato navale di Washington e cancellata dalla lista della Marina il 1 ottobre 1923. I suoi cannoni furono consegnati all'esercito imperiale giapponese per essere utilizzati come artiglieria costiera; le sue torrette principali furono installate attorno allo stretto di Tsushima. Il resto dei suoi cannoni furono messi in riserva e demoliti nel 1943. La nave fu convertita in una nave bersaglio nel 1924 rinforzando la sua armatura per resistere ai colpi.

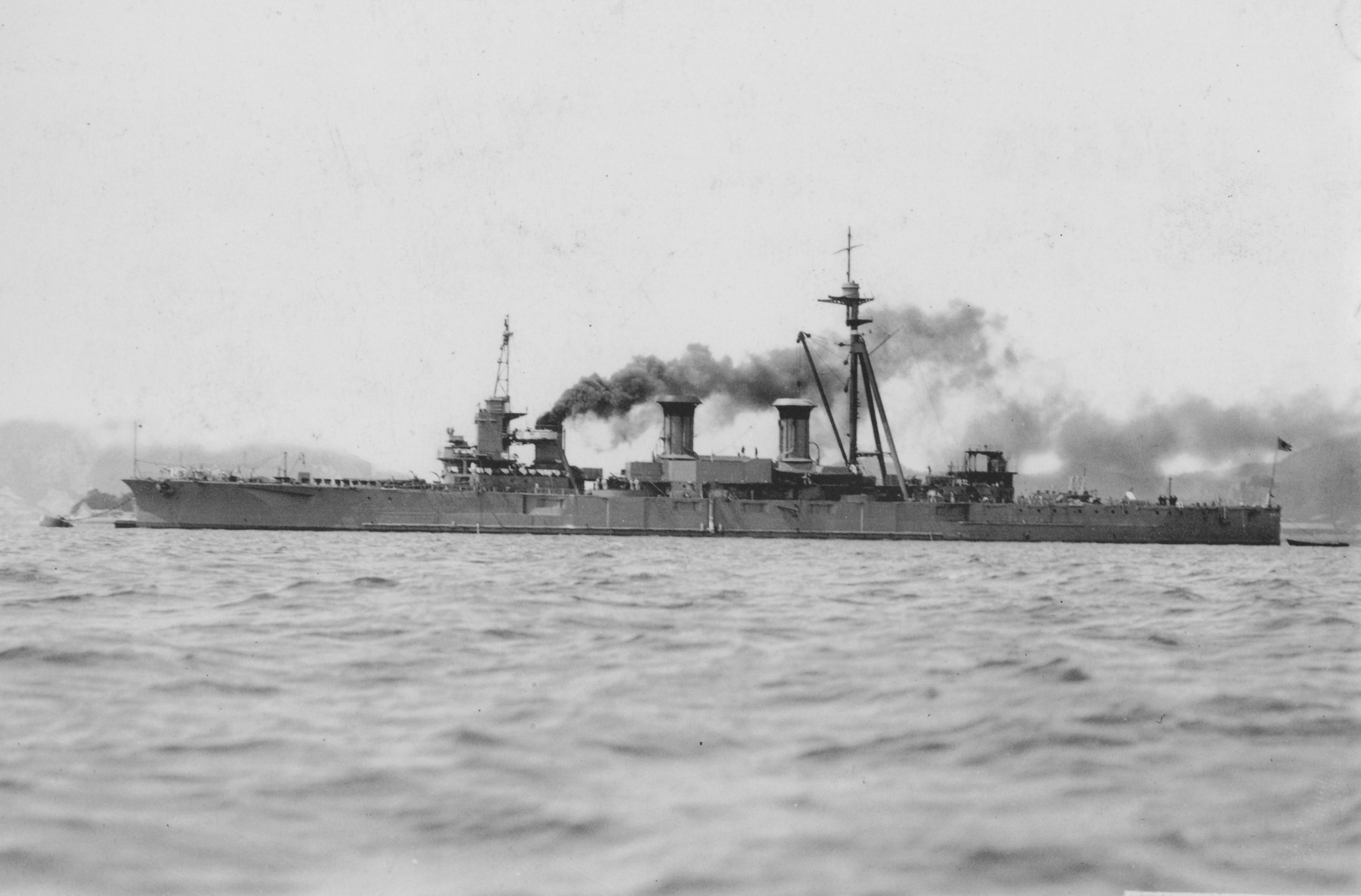
La Settsu il 7 aprile 1940

Nel 1935-1937, la nave fu convertita al radiocomando, il che le permise di essere manovrata da operatori a bordo di un'altra nave e fu aggiunta una corazzatura aggiuntiva. All'inizio della seconda guerra sino-giapponese nel 1937, trasportò un battaglione di truppe navali nell'area di Shanghai. La Settsu simulò il traffico radio di otto portaerei all'inizio della guerra del Pacifico nel tentativo di ingannare l'intelligence alleata sulla posizione e le attività delle portaerei giapponesi. Per il resto della guerra servì come bersaglio per i piloti di portaerei. La Settsu fu gravemente danneggiata quando gli aerei delle portaerei alleate attaccarono la base della Marina Imperiale Giapponese a Kure nel luglio 1945 e furono costretti ad arenarla per paura che potesse affondare. La nave fu radiata dalla Marina il 20 novembre e il suo scafo fu recuperato e demolito tra il 1946 e il 1947.